# NGC 2699
NGC 2699 (również PGC 25075) – galaktyka eliptyczna (E), znajdująca się w gwiazdozbiorze Hydry. Odkrył ją Heinrich Louis d’Arrest 4 stycznia 1862 roku.